# Pontificia Universidad Católica de Minas Gerais
La Pontificia Universidad Católica de Minas Gerais (portugués: Pontifícia Universidade Católica de Minas Gerais, PUC-MG) es una universidad privada que se encuentra en la ciudad de Belo Horizonte, capital del estado de Minas Gerais, Brasil, y es la universidad privada más grande de ese estado. La Universidad también es la universidad privada más antigua del estado de Minas Gerais.